# Renault Twingo

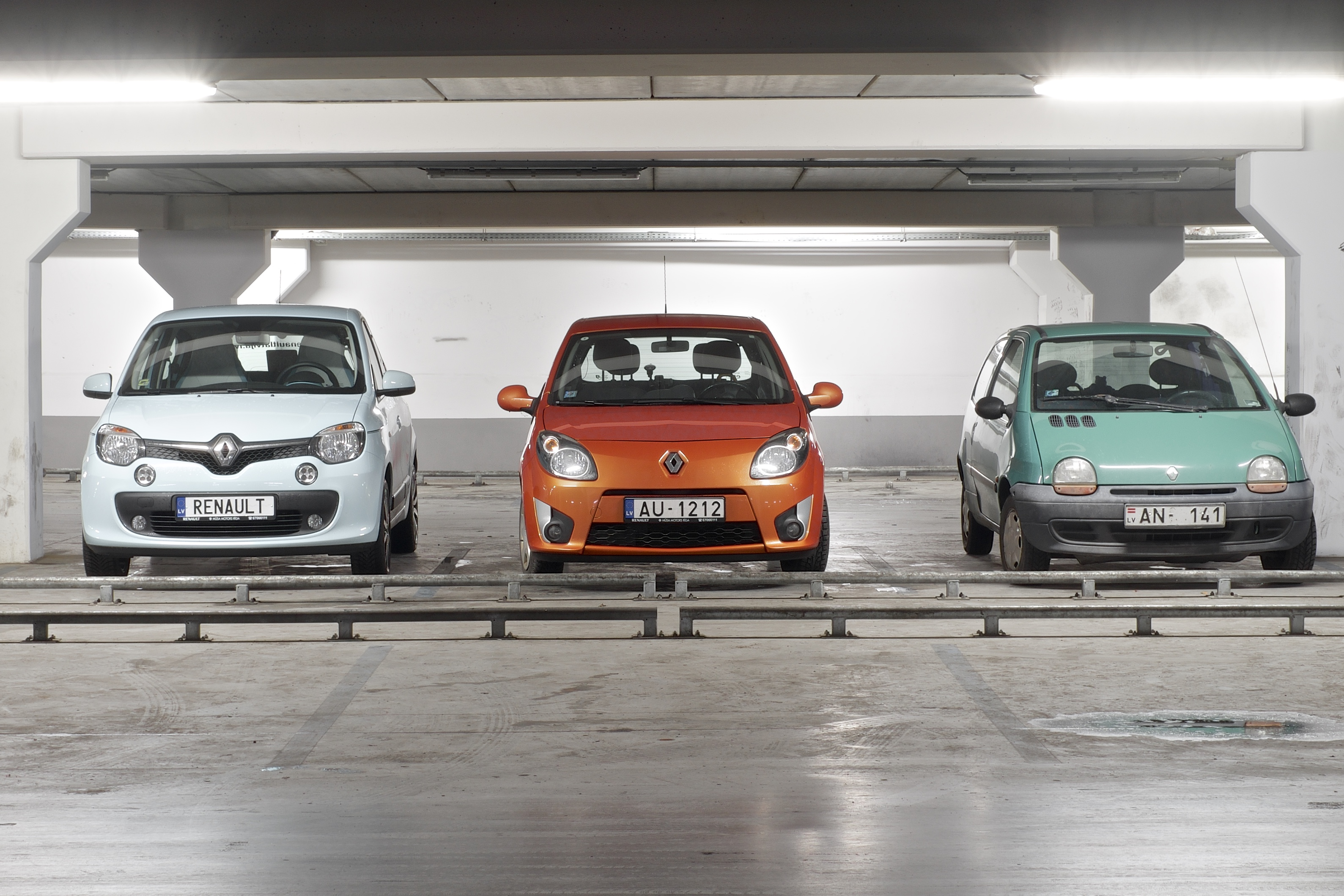
Les Renault Twingo III, Twingo II et Twingo I.

La Renault Twingo (/twiŋgo/) est une gamme d'automobiles citadines du constructeur français Renault. Elle est lancée en 1993 (Twingo I), puis en 2007 (Twingo II) et renouvelée en 2014 (Twingo III). 
Celle-ci a remplacé la Renault 4 produite depuis 1961.
Le 27 janvier 2021, Renault annonce le non-renouvellement de la Twingo non électrique pour une quatrième génération,. Un concept-car dennomé Twingo E-Tech est présentée au Mondial de l'Auto 2024.

## Historique
La Twingo succède à la Renault 4.
Le nom « Twingo » est une contraction du nom de trois danses : twist, swing et tango.
La Twingo de Renault connait trois générations qui ont toutes reçu un ou plusieurs restylages chacune.
En 2023, il est estimé qu'il reste un demi-million de Twingo roulant en France.

### Résumé de la Twingo
| Générations              | Production              | Dérivés          | Modèles similaires                                         |
| ------------------------ | ----------------------- | ---------------- | ---------------------------------------------------------- |
| Twingo I (1992 - 2012)   | > 2 600 000 exemplaires | Aucun            | Peugeot 106 ; Citroën Saxo ; Fiat Panda I et Panda II      |
| Twingo II (2007 - 2014)  | ± 900 000 exemplaires   | Renault Wind     | Citroën C1 I ; Peugeot 107 ; Toyota Aygo ; Fiat Panda III  |
| Twingo III (2014 - 2024) |                         | Smart Forfour II | Citroën C1 II ; Peugeot 108 ; Toyota Aygo ; Fiat Panda III |

### Avant la Twingo

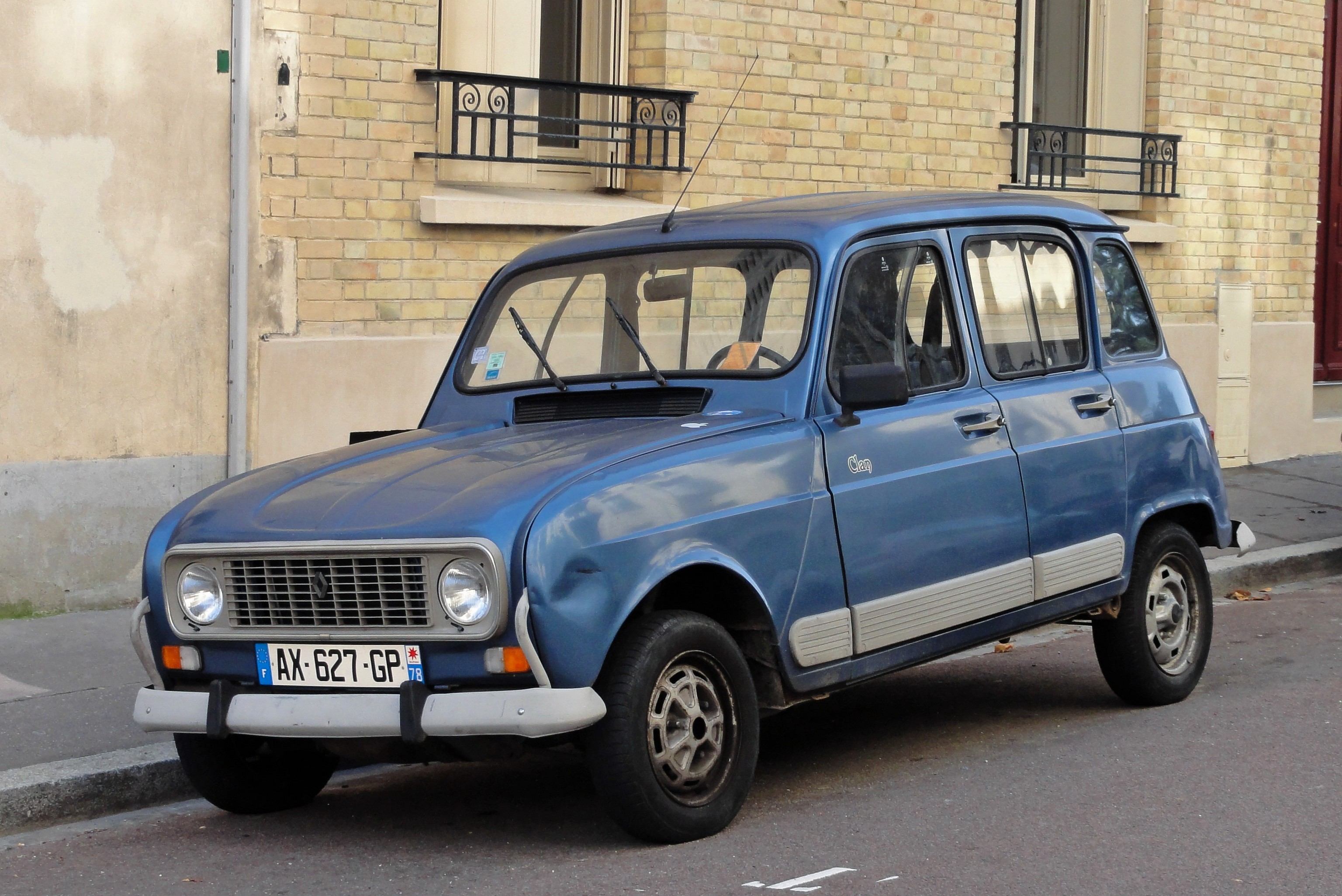
Renault 4, également nommée 4L.

- Renault 4 : automobile de type citadine, fabriquée de 1961 à 1992.

## 1regénération - Twingo I(1992 - 2012)
La Renault Twingo I est produite de 1992 à 2012, elle est restylée en 1998, 2000 et 2004. En Europe elle est remplacée en 2007 par la Renault Twingo II. En Colombie, la Twingo I est produite de 1995 à 2012.
Phase 1

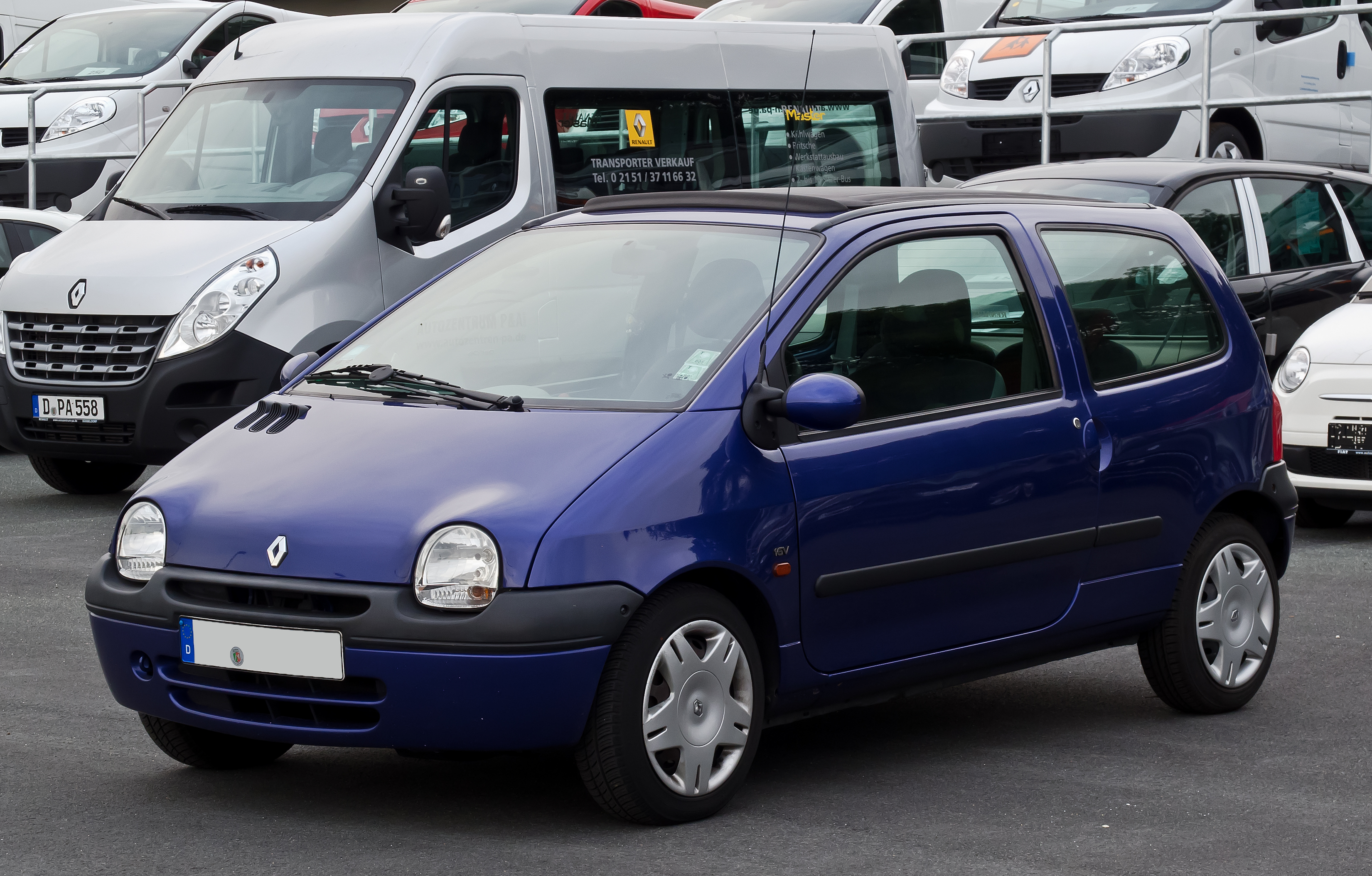
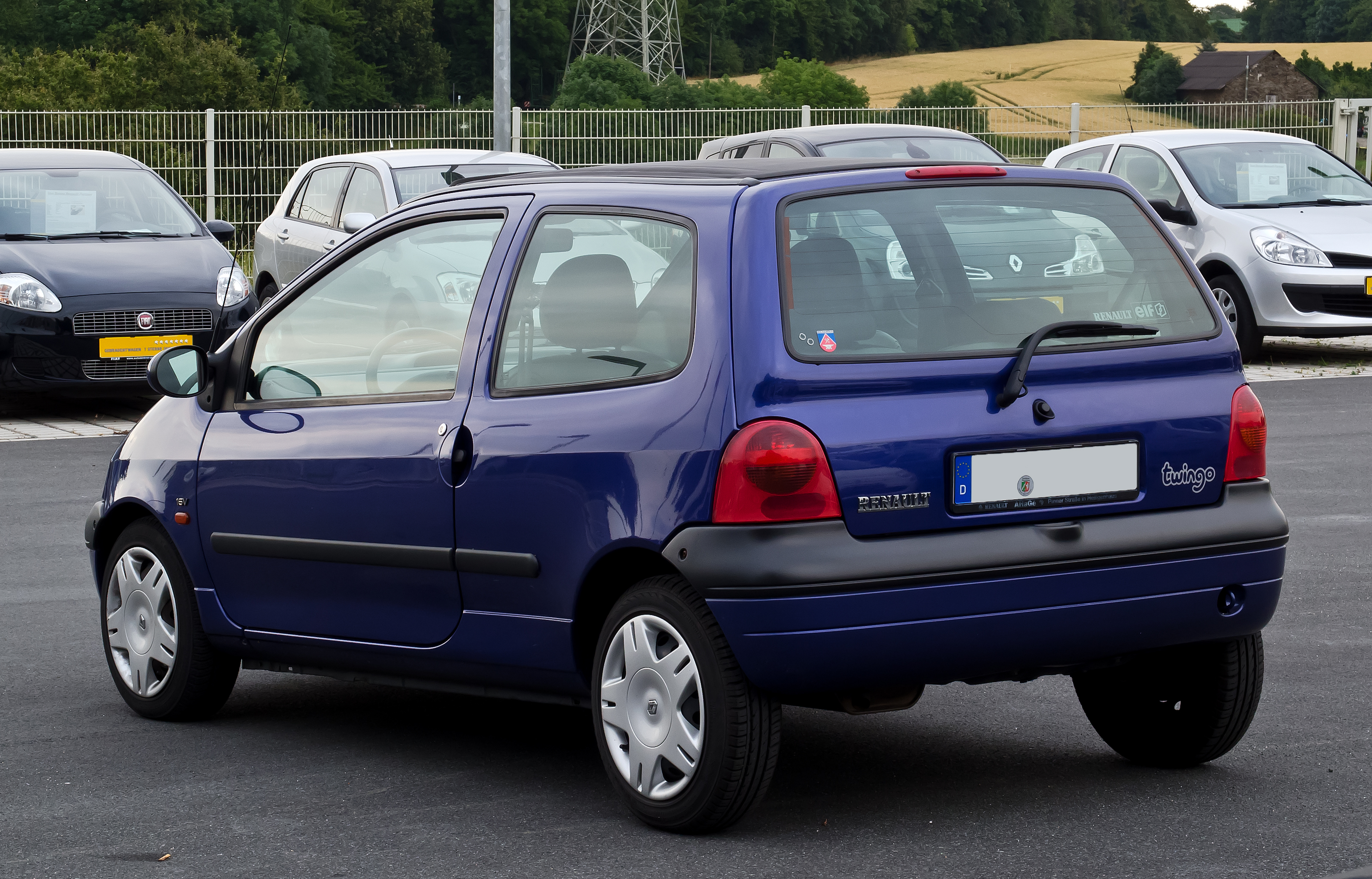
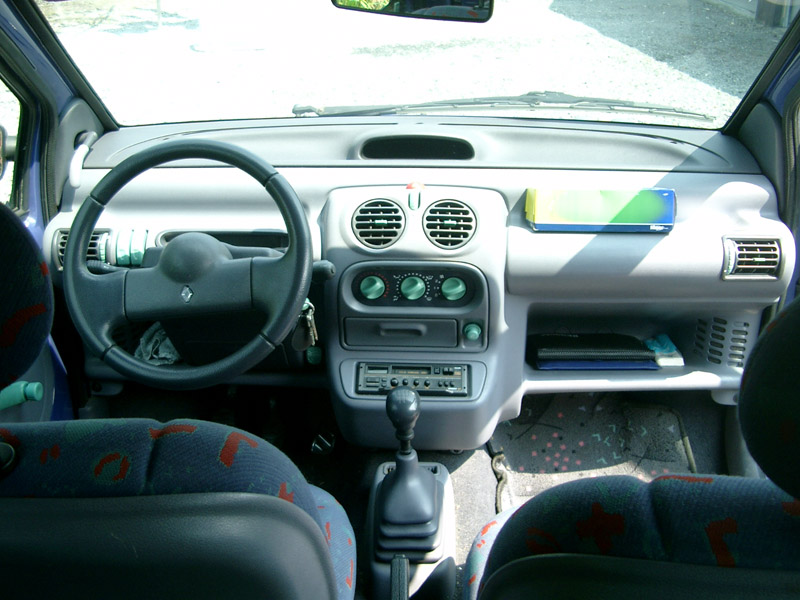

Elle concerne les modèles produits de 1992 à 1998.
Phase 2
Elle concerne les modèles produits de 1998 à 2000.
Phase 3
Elle concerne les modèles produits de 2000 à 2004.
Phase 4
Elle concerne les modèles produits de 2004 à 2012.

## 2egénération - Twingo II(2007 - 2014)
La Renault Twingo II est produite de 2007 à 2014, elle est restylée en 2011. Elle est remplacée en 2014 par la Renault Twingo III.

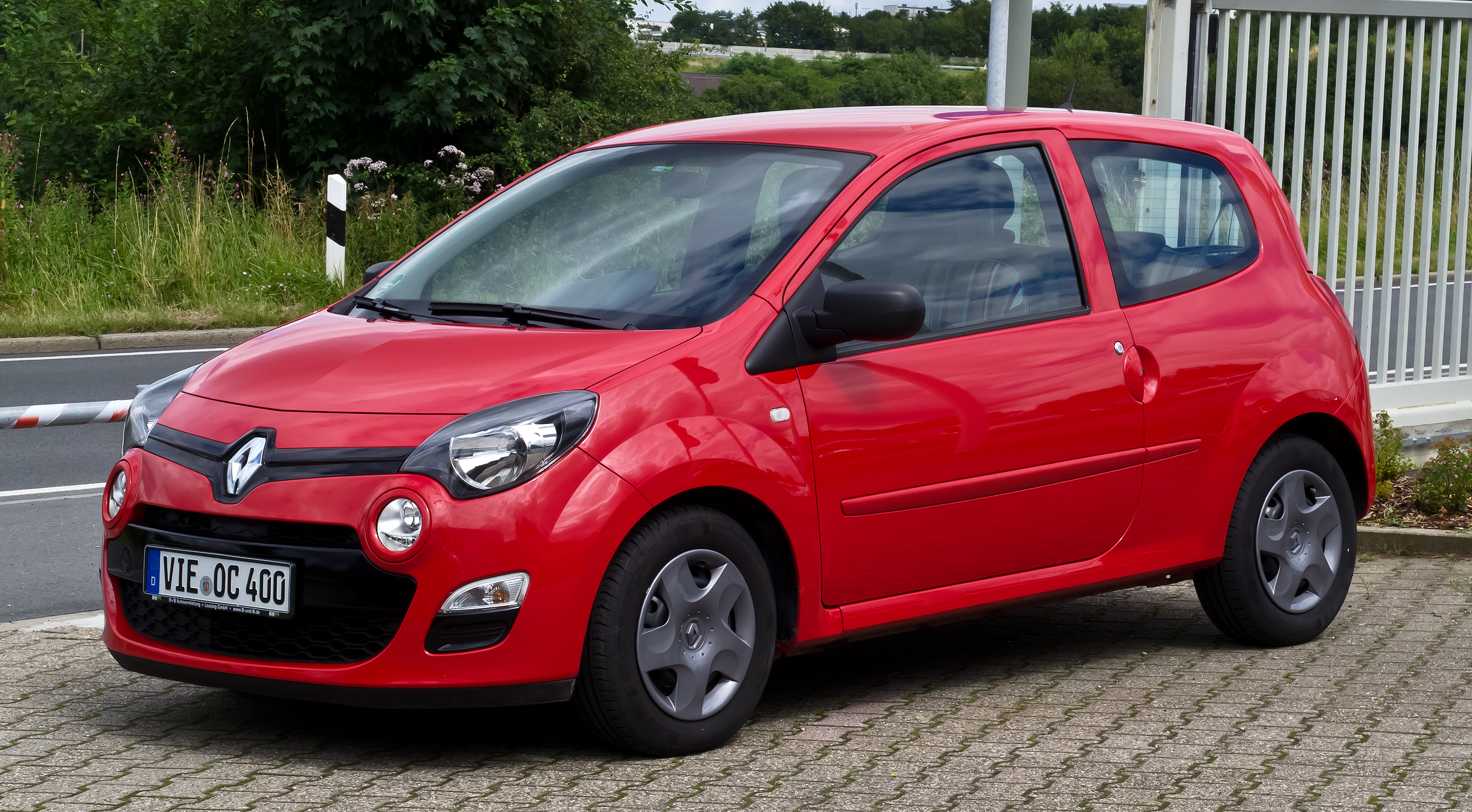
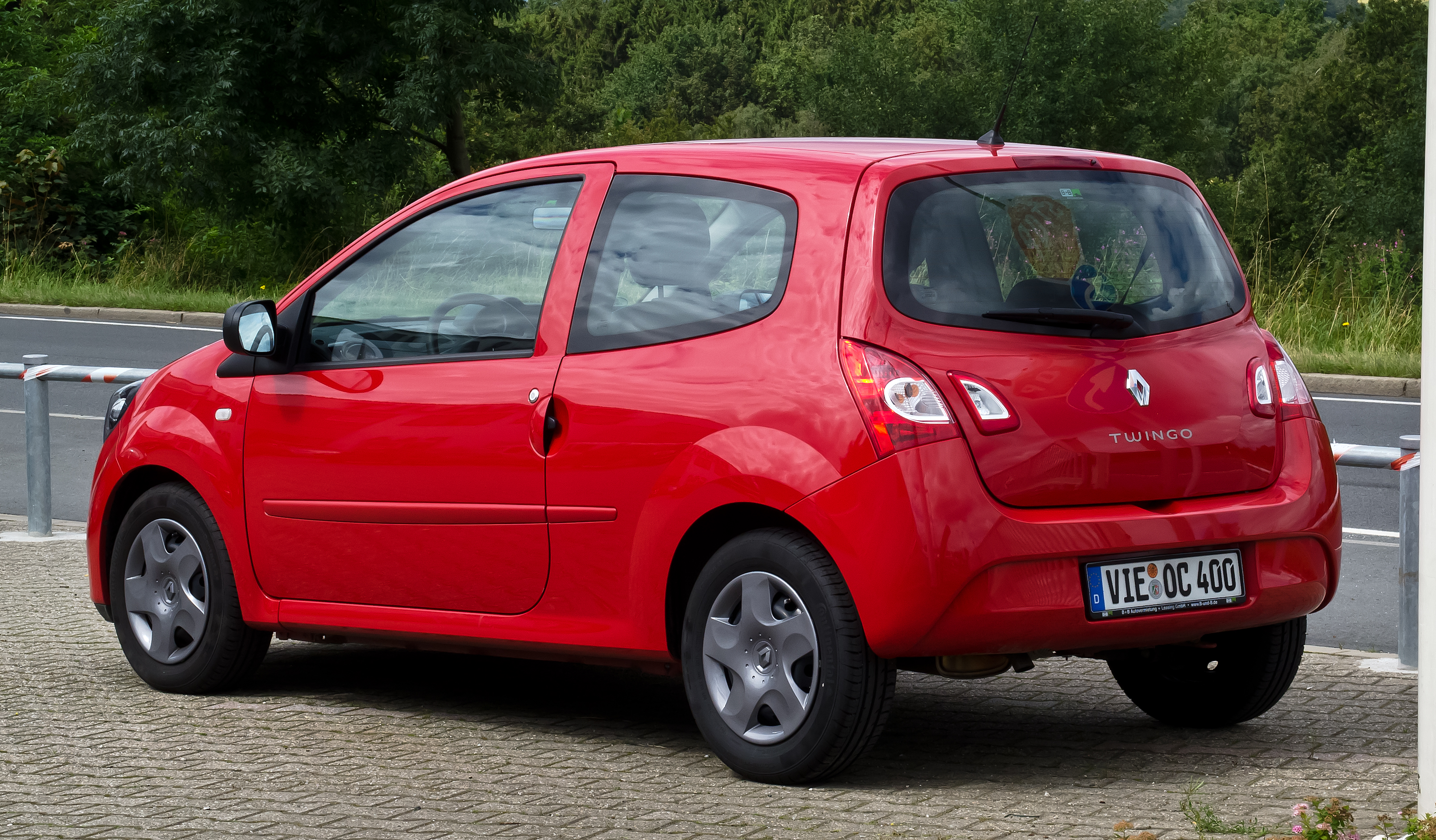

Phase 1
Elle est produite de 2007 à 2011.
Phase 2
Elle est produite de 2011 à 2014.

### Versions spécifiques

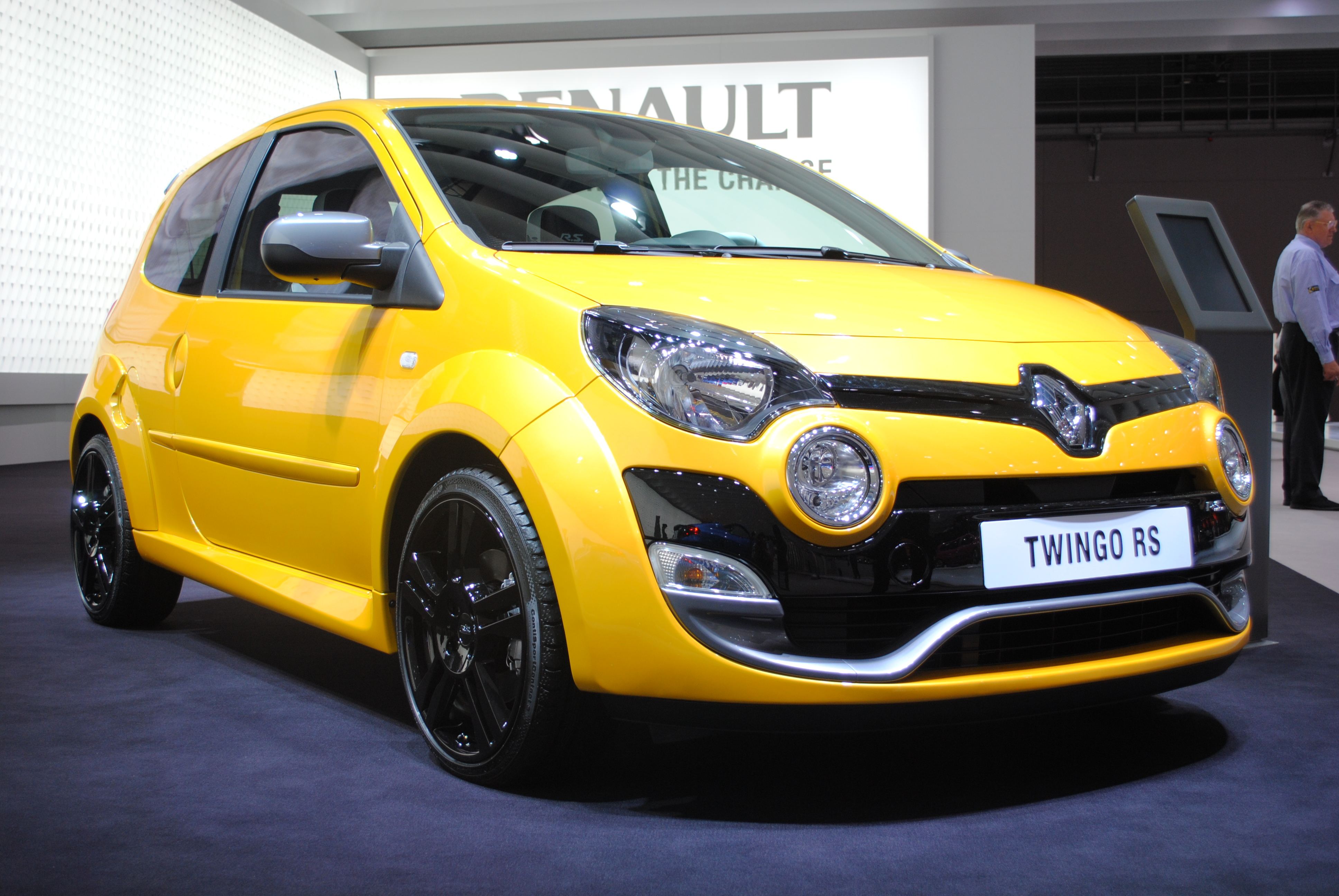
Renault Twingo RS.

- Twingo Concept : concept-car de la Twingo II.
- Twingo Gordini : version sport.
- Twingo RS : version sport.
- Twingo RS R1 & R2 : versions rallyes.

## 3egénération - Twingo III(2014 - 2024)
La Renault Twingo III est produite de 2014 à 2024. Elle est restylée en 2019, a une garde au sol plus basse de 1 cm et un nouveau système multimédia d'abord présenté sur la Clio V.

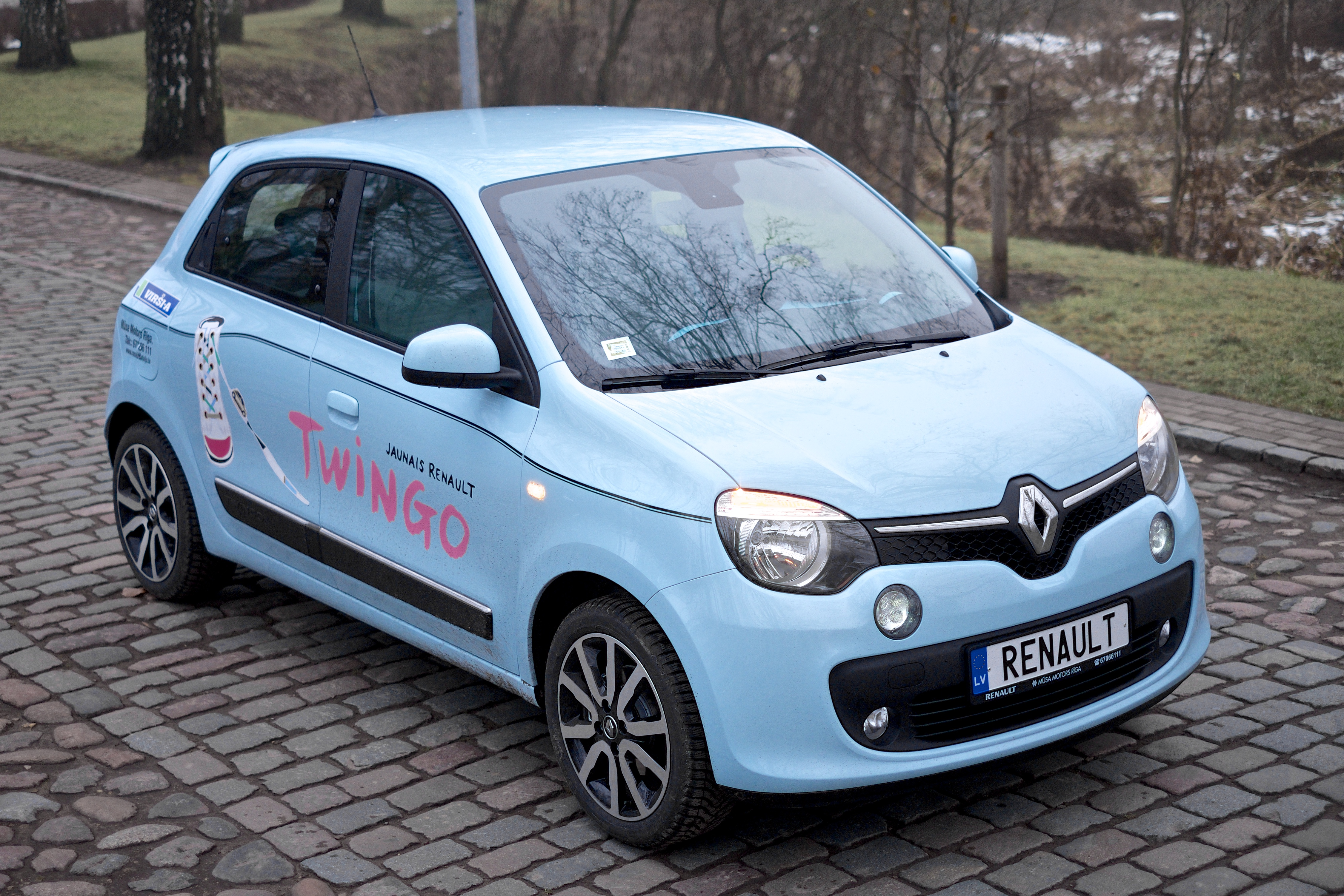
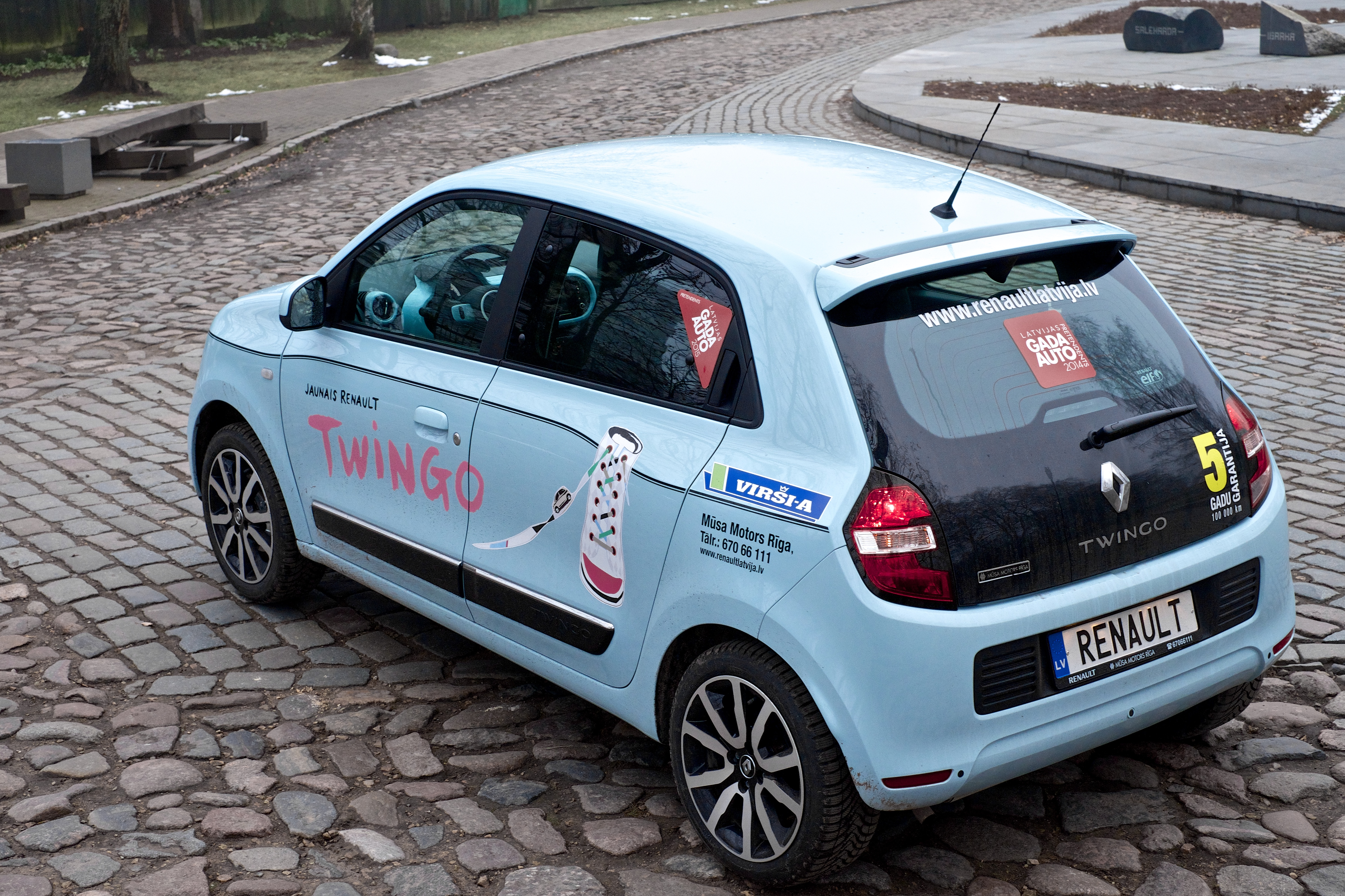
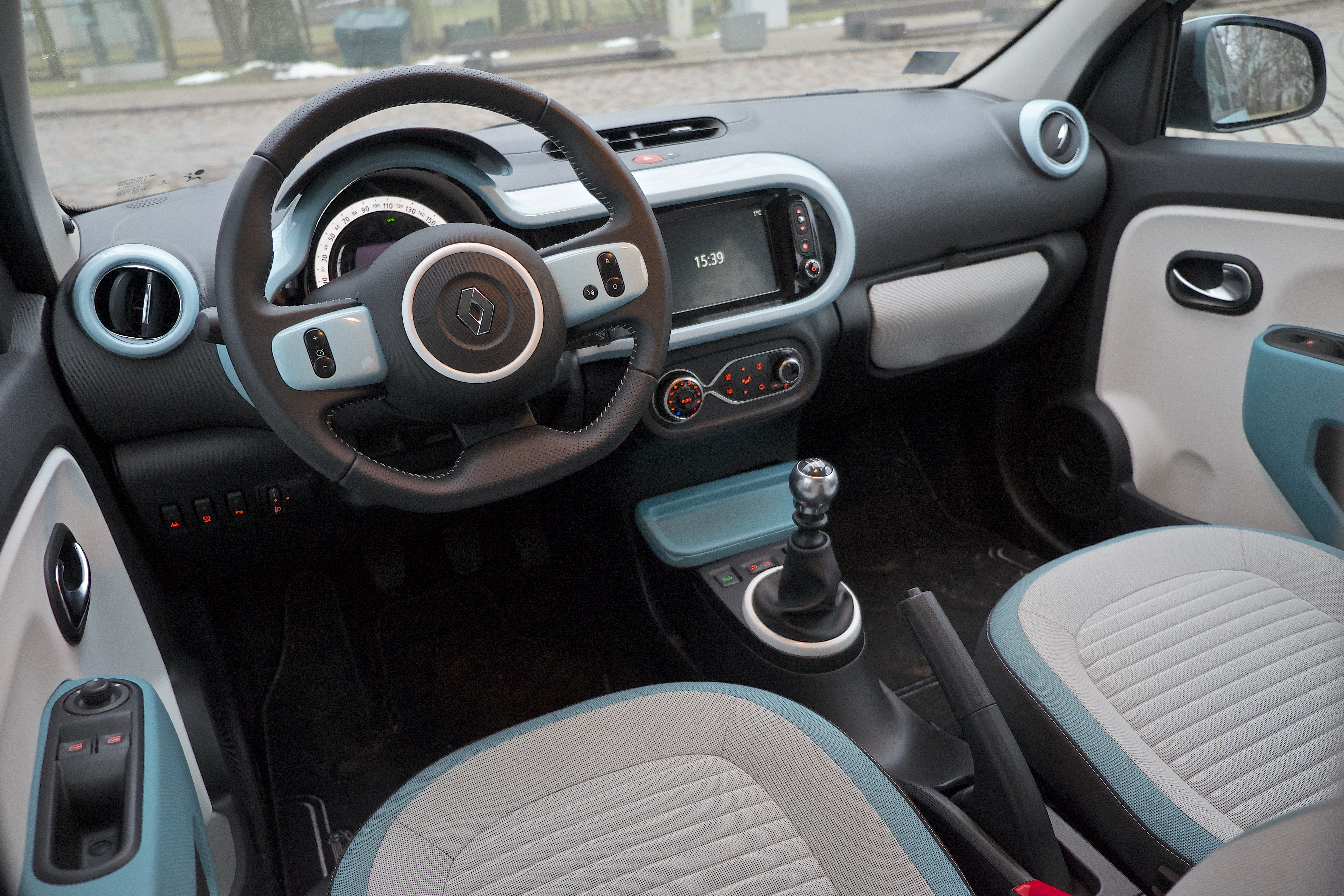

Phase 1
Elle est produite de 2014 à 2019.
Phase 2
Elle est produite de 2019 à 2024

### Versions spécifiques
- Twingo Z.E. : Version électrique, présentée le 1er septembre 2020 pour commercialisation fin 2020, équipée d'une batterie de 21,3 kWh et d'un moteur de 60 kW (82 ch). Son autonomie est de 180 km en cycle mixte et jusqu'à 270 km en urbain[7],[8].

### Concept car Twingo E-Tech - 2024

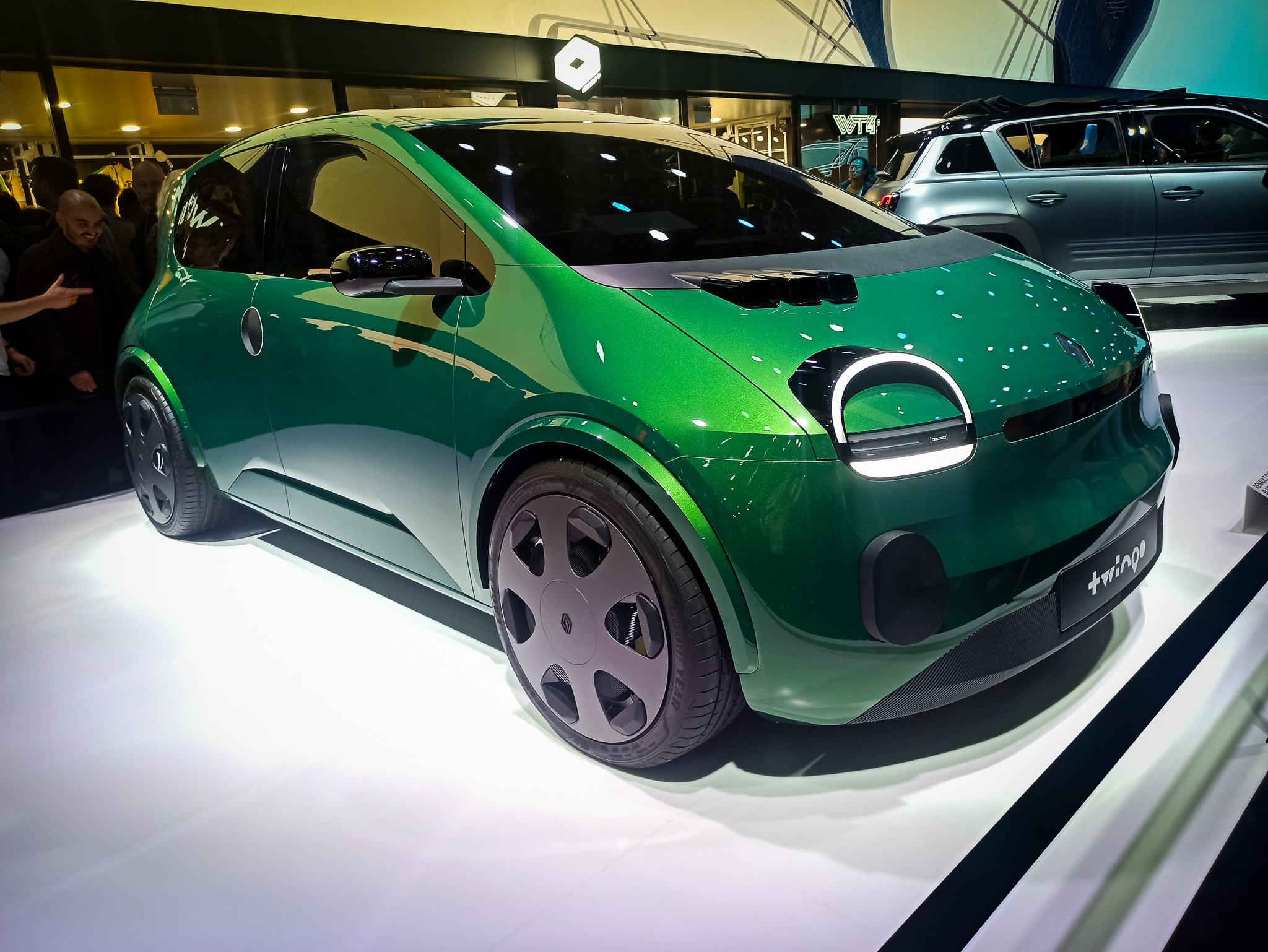
Renault Twingo E-Tech au Mondial de l'Automobile de Paris 2024.